# Eleni Daniilidou
Eleni Daniilidou (em grego:  Ελένη Δανιηλίδου; Chania, Creta, 19 de Setembro de 1982) é uma tenista profissional grega.
Tem como melhor ranking n.14 do mundo em simples, e n.21 em duplas.Já foi vice-campeã de Duplas Mistas no Australian Open de 2003 junto com Todd Woodbridge. Tem 5 títulos de WTA em simples e 3 em duplas.
Participou dos Jogos Olímpicos de Verão em 2000, 2004 e 2008.

## Grand Slam finais

### Duplas Mistas: 1 (0–1)
| Posição | Ano  | Campeonato      | Piso | Parceiro        | Oponentes                        | Placar   |
| ------- | ---- | --------------- | ---- | --------------- | -------------------------------- | -------- |
| Vice    | 2003 | Australian Open | Duro | Todd Woodbridge | Leander Paes Martina Navratilova | 4–6, 5–7 |

## WTA finais

### Simples: 6 (5–1)
| Legenda: Antes de 2009  | Legenda: Depois de 2009 |
| ----------------------- | ----------------------- |
| Grand Slam (0–0)        |                         |
| Olimpíadas (0–0)        |                         |
| WTA Championships (0–0) |                         |
| Tier I (0–0)            | Premier Mandatory (0–0) |
| Tier II (0–1)           | Premier 5 (0–0)         |
| Tier III (1–0)          | Premier (0–0)           |
| Tier IV & V (4–0)       | International (0–0)     |

| Posição | N. | Data             | Torneio                                                     | Piso  | Oponente          | Placar             |
| ------- | -- | ---------------- | ----------------------------------------------------------- | ----- | ----------------- | ------------------ |
| Campeã  | 1. | 22 Junho 2002    | Ordina Open, 's-Hertogenbosch, Netherlands                  | Grama | Elena Dementieva  | 3–6, 6–2, 6–3      |
| Vice    | 1. | 14 Setembro 2002 | Brasil Open, Bahia, Brasil                                  | Duro  | Anastasia Myskina | 3–6, 6–0, 2–6      |
| Campeã  | 2. | 5 Janeiro 2003   | ASB Classic, Auckland, Nova Zelândia                        | Duro  | Yoon Jeong Cho    | 6–4, 4–6, 7–6(7–2) |
| Campeã  | 3. | 10 Janeiro 2004  | ASB Classic, Auckland, Nova Zelândia                        | Duro  | Ashley Harkleroad | 6–3, 6–2           |
| Campeã  | 4. | 1 Outubro 2006   | Hansol Korea Open Tennis Championships, Seul, Coreia do Sul | Duro  | Ai Sugiyama       | 6–3, 2–6, 7–6(7–3) |
| Winner  | 5. | 11 Janeiro 2008  | Moorilla Hobart International, Hobart, Austrália            | Duro  | Vera Zvonareva    | W–O                |

### Duplass: 12 (3–9)
| Legenda: Antes de 2009  | Legenda: Depois de 2009 |
| ----------------------- | ----------------------- |
| Grand Slam (0–0)        |                         |
| Olimpíadas (0–0)        |                         |
| WTA Championships (0–0) |                         |
| Tier I (0–0)            | Premier Mandatory (0–0) |
| Tier II (1–2)           | Premier 5 (0–0)         |
| Tier III (0–2)          | Premier (0–0)           |
| Tier IV & V (0–2)       | International (2–2)     |

| Posição | N. | Data              | Torneio                                                     | Piso    | Parceiro            | Oponentes                                      | Placar                |
| ------- | -- | ----------------- | ----------------------------------------------------------- | ------- | ------------------- | ---------------------------------------------- | --------------------- |
| Vice    | 1. | 4 Maio 2003       | J&S Cup, Varsóvia, Polônia                                  | Saibro  | Francesca Schiavone | Liezel Huber Magdalena Maleeva                 | 6–3, 4–6, 2–6         |
| Vice    | 2. | 16 Fevereiro 2004 | Proximus Diamond Games, Antuérpia, Bélgica                  | Duro    | Myriam Casanova     | Cara Black Els Callens                         | 2–6, 1–6              |
| Campeã  | 1. | 12 Junho 2004     | Bank of the West Classic, Stanford, EUA                     | Duro    | Nicole Pratt        | Claudine Schaul Iveta Benešová                 | 6–2, 6–4              |
| Vice    | 3. | 12 Junho 2005     | AEGON Classic, Birmingham, Reino Unido                      | Grass   | Jennifer Russell    | Daniela Hantuchová Ai Sugiyama                 | 2–6, 3–6              |
| Vice    | 4. | 30 Novembro 2006  | Gaz de France Stars, Hasselt, Bélgica                       | Carpete | Jasmin Wöhr         | Lisa Raymond Samantha Stosur                   | 2–6, 3–6              |
| Vice    | 5. | 24 Setembro 2007  | Hansol Korea Open Tennis Championships, Seul, Coreia do Sul | duro    | Jasmin Wöhr         | Chuang Chia-jung Hsieh Su-wei                  | 2–6, 2–6              |
| vice    | 6. | 7 Janeiro 2008    | Moorilla Hobart International, Hobart, Australia            | Duro    | Jasmin Wöhr         | Anabel Medina Garrigues Virginia Ruano Pascual | 2–6, 4–6              |
| Campeã  | 2. | 26 July 2010      | İstanbul Cup, Istanbul, Turquia                             | Duro    | Jasmin Wöhr         | Maria Kondratieva Vladimíra Uhlířová           | 6–4, 1–6, [11–9]      |
| Vice    | 7. | 30 Abril 2011     | Estoril Open, Estoril, Portugal                             | Saibro  | Michaëlla Krajicek  | Alisa Kleybanova Galina Voskoboeva             | 4–6, 2–6              |
| Campeã  | 3. | 16 Setembro 2011  | Tashkent Open, Tashkent, Uzbequistão                        | Duro    | Vitalia Diatchenko  | Lyudmyla Kichenok Nadiya Kichenok              | 6–4, 6–3              |
| Vice    | 8. | 21 Julho 2013     | Gastein Ladies, Bad Gastein, Áustria                        | Saibro  | Kristina Barrois    | Sandra Klemenschits Andreja Klepač             | 1–6, 4–6              |
| Vice    | 9. | 28 Julho 2013     | Baku Cup, Baku, Azerbaijão                                  | Duro    | Aleksandra Krunić   | Irina Buryachok Oksana Kalashnikova            | 4–6, 7–6(7–3), [10–4] |